# Reinhard Jahn (Autor)
Reinhard Jahn (* 19. Oktober 1955 in Saalfeld/Saale) ist ein deutscher Publizist und Kriminalromanautor. Als Autor schreibt er unter den Pseudonymen „H. P. Karr“, „Hanns-Peter Karr“ und „John Miller“.

## Leben
Reinhard Jahn studierte Publizistik, Germanistik und Anglistik. Er lebt in Essen, wo er auch aufgewachsen ist und arbeitet als freier Schriftsteller und Journalist. Neben Romanen liegt der Schwerpunkt seiner Arbeit auf Kurzgeschichten, Hörspielen und Ratekrimis.
Er ist einer der Mitbegründer des Bochumer Krimi Archivs, einer Sammelstelle für alle Informationen, die die deutsche Krimiszene betreffen, das zudem die jährliche Vergabe des Deutschen Krimi Preises organisiert. Als H. P. Karr schreibt Jahn seit 1988 mit Walter Wehner gemeinsam Kriminalgeschichten und Hörspiele.

## Auszeichnungen
- 1988 Walter-Serner-Preis des Sender Freies Berlin
- 1989 Walter-Hasenclever-Literaturpreis der Stadt Aachen (mit Walter Wehner)
- 1989 Literaturpreis Ruhrgebiet/Förderpreis
- 1996 Friedrich-Glauser-Preis (mit Walter Wehner)
- 2000 Literaturpreis Ruhrgebiet (mit Walter Wehner)
- 2012 Westfälischer Kurzhörspiel Award (mit Walter Wehner)
- 2012 Urban Crime Stories Award von neobooks und Literatur Quickies-Verlag (mit Walter Wehner)
- 2018 Friedrich-Glauser-Preis für die Beste Krimi-Kurzgeschichte (mit Walter Wehner) für Hier in Tremonia

## Werke

### Kriminalromane
- 1979 STOP der Juwelenbande, Franz Schneider Verlag OA
- 1981 STOP den Falschmünzern, Franz Schneider Verlag OA
- 1985 Beziehungsweise Mord, Mülheim/R OA
- 1991 MORD! Krimis zum Selberlösen, (rororo 8908) OA
- 1992 Das Morden geht weiter, (rororo 8917) OA
- 1992 (gem mit Walter Wehner) Berbersommer (Stories), A4-Vlg, OA
- 1994 (gem mit Walter Wehner) Geierfrühling, Haffmans Verlag, OA HC (GONZO-Roman #1)
- 1995 (gem mit Walter Wehner) Rattensommer, Haffmans Verlag, OA HC (GONZO-Roman #2)
- 1996 (gem mit Walter Wehner) Blutiger Sommer, Henselowsky Boschmann, OA HC
- 1997 (gem mit Walter Wehner) Tödliche Bücher, literacard, Delius, OA
- 1997 (gem mit Walter Wehner) Hühnerherbst, Haffmans Verlag, OA HC (GONZO-Roman #3)
- 1997 Mord ist nichts für Männer (ECON 25161) OA
- 1998 Eine böse Überraschung (Kettenroman mit Gisbert Haefs mit Frank Göhre, Janwillem van de Wetering, D.B. Blettenberg, Uta-Maria *Heim, Jürgen Alberts, Helmut Ziegler, Peter Zeindler, Gunter Gerlach, Peter Schmidt, Robert Lynn, -ky, Tatjana Kruse, Robert Brack, Daniel Douglas Wissmann, Regula Venske, Thea Dorn, Georg M. Oswald, Ann Camones, Hartmut Mechtel, Virginia Doyle und Norbert Klugmann) (rororo 43296) OA
- 1999 (gem mit Barbara Hölscher) Doppelt gewinnt (ECON-List 25252) OA
- 1999 (gem mit Walter Wehner) Bullenwinter, Haffmans Verlag, Raben Krimi 8, OA HC (GONZO-Roman #4)
- 2000 (gem mit Walter Wehner) Das John Lennon-Komplott (Jugendkrimi), Verlag der Criminale, OA (auch E-Book)
- 2000 Das Gipfeltreffen (Kettenroman, gemeinsam mit Doris Gercke, Ingrid Noll, Edith Kneifl, Regula Venske, Frank Göhre, Gisbert Haefs, Robert Hültner und Jürgen Alberts) Heyne, OA HC
- 2000 Ratekrimis zum Selberlösen, VPM, OA HC (auch E-Book)
- 2001 Mehr Ratekrimis zum Selberlösen, VPM, OA HC
- 2002 Ratekrimis für Jugendliche, Moewig-VPM, HC OA
- 2002 (Hrsgb, gem mit Jürgen Kehrer und Herbert Knorr) Mord am Hellweg (Stories), grafit 271, OA
- 2004 (Hrsgb, gem mit Herbert Knorr) Mehr Morde am Hellweg (Stories) grafit, OA
- 2005 Hotel TERMINUS (Gemeinschaftsroman von Regula Venske, Silvia Kaffke, H.P. Karr, Edith Kneifl, Ralf Kramp, Christine Lehmann, *Birgit H. Hölscher, Horst Eckert, Roger M. Fiedler, Peter Zeindler, Jürgen Alberts und Walter Wehner) Aufbau 2113, OA
- 2006 (Hrsgb, mit Herbert Knorr) Mord am Hellweg III, grafit, OA
- 2008 (Hrsgb, mit Herbert Knorr) Mord am Hellweg IV, grafit, OA
- 2009 (Hrsgb) Mörderische Landschaften – Tödliche Ostsee, KBV, OA
- 2009 (Hrsgb) Mörderische Landschaften – Hängen im Schacht, KBV, OA
- 2010 (gem mit Walter Wehner) Feuerspiele (Jugendkrimi) Verlag an der Ruhr, OA
- 2010 (Hrsgb, mit Herbert Knorr und Sigrun Krauss) Mord am Hellweg V, grafit, OA
- 2011 (Hrsgb) Mörderische Landschaften – Schicht im Schacht, KBV, OA
- 2010 (mit Walter Wehner) Feuerspiele, Jugendkrimi, Mülheim: Verlag an der Ruhr, OA
- 2011 (mit Walter Wehner) Schneekönige, Jugendkrimi, Mülheim: Vlg an der Ruhr, OA
- 2011 Agentur LUX – Volles Risiko, E-Book, chichili/satzweiß
- 2012 (mit Herbert Knorr und Sirgun Krauss, Hrsgb) Kalendarium des Todes – Mord am Hellweg VI, Dortmund: grafit, OA

### Kriminalhörspiele
- 1979 Der Mord, der ein Mord war, SR
- 1979 Die weiße Nacht, SWF 55 Min
- 1979 Totes Kapital, WDR 45 Min
- 1979 Unerkannt, SWF 55 Min
- 1980 Lebenslänglich, HR 45 Min
- 1981 Höhenflug, WDR 45 Min
- 1982 Finale in Frankfurt, HR 45 Min
- 1983 Eine glatte halbe Million, HR
- 1983 Flucht in die Freiheit, HR
- 1983 Tante Mabel schläft, HR (BR 1987)
- 1983 Von Mord war nie die Rede, HR
- 1984 Dexter ermittelt, SR
- 1984 Die Affäre Nassauer, NDR, 20 Min
- 1984 Die Miete im Keller, HR 1984
- 1984 Dies ist ein Überfall, WDR 20 Min
- 1984 Mordfall Grüne Leiche, HR
- 1984 Schneewittchen, HR 50 Min
- 1984 Zwischenbericht, HR 45 Min
- 1985 Der gute alte David, HR
- 1985 Der Zweck heiligt die Mittel, HR
- 1985 Dreimal ist kein Zufall HR, (SDR 1987)
- 1985 Mord verdirbt die Preise, HR
- 1985 Mrs Pinkerton hat einen Verdacht, SR
- 1985 Pourquoi Madame Robinson est-elle morte? Radio Suisse Romande
- 1985 Sag mir, wo die Mörder sind, HR
- 1985 Sag mir, wo die Mörder sind, SDR (HR 1985)
- 1985 Zeitz gibt gute Tips, HR
- 1986 Das Geheimnis des alten Cesare, SDR
- 1986 Das Haus am Waldrand, SDR
- 1986 Das Mädchen mit den goldenen Augen, SDR
- 1986 Ein Ding für Theodor, SDR
- 1986 Frauen sind unberechenbar, SDR
- 1986 Henry Hertz weiß sich zu helfen, SDR
- 1986 Ich versichere Sie, HR
- 1986 In der Höhle des Löwen, SDR
- 1986 Schach zu dritt, SDR
- 1987 Brents Bluff, SDR
- 1987 Das Haus des Don Alvarez, SDR
- 1987 Der Zauber der Mrs Ballentine, SDR
- 1987 Die Dame zwei Tische weiter, BR
- 1987 Frau am Steuer, SDR
- 1987 Sicher ist sicher, SDR
- 1987 Zahn um Zahn, SDR
- 1987 Zucker für den Haifisch, SDR
- 1988 Das Mädchen mit den goldenen Augen, SDR
- 1988 Gewißheit für Monsieur Antoine, SDR
- 1988 Herz aus Glas, SDR
- 1988 Mit den Waffen einer Frau, SDR
- 1988 Wie du mir..., SDR
- 1989 Keinen Pfennig für die Witwe, SDR
- 1989 Kennziffer 777, SDR
- 1989 Mord mit doppeltem Boden, SDR
- 1989 Sag die Wahrheit, Schwester. SDR
- 1989 Tod eines Herzensbrechers. SDR
- 1989 Victor, der Millionendieb. SDR
- 1989 Zeit ist Mord. SDR
- 1990 Blaubarts letzter Fehler, SDR
- 1990 Der Erbe von MacKendrick Castle, SDR
- 1990 Jeder hat nur eine Chance, SDR
- 1990 Polizeifunk, SDR
- 1990 Sommerfreuden, SDR
- 1991 Charlies letzter Tip, SDR
- 1992 (gem mit Walter Wehner) Strasse frei, WDR/BR 50 Min
- 1992 (gem mit Walter Wehner) Berberstar, ORB 15 Min
- 1993 (gem mit Walter Wehner) Siebzehn gewinnt, RB 50 Min,
- 1993 Das Arrangement, HR 15 Min
- 1994 Scrabble, BR 45 Min
- 1994 (gem mit Walter Wehner) Schlüsselfahrt, SFB/BR 50 Min
- 1994 (gem mit Walter Wehner) Schöner sterben, WDR, 50 Min
- 1995 (gem mit Walter Wehner) Haste was in Aussicht, WDR 50 Min
- 1996 (gem mit Walter Wehner) Auf dem Höhepunkt mußt du aufhörn WDR, 60 Min
- 1996 (gem mit Walter Wehner) Immer wieder aufstehen, WDR, 60 Min
- 1998 (gem mit Barbara Hölscher) Cash and Carry, WDR, 50 Min
- 1999 Das römische Siegel (6 Teile, total circa 20 Min) WDR
- 1999 (gem mit Walter Wehner) Graceland, MDR, 50 Min
- 2000 Die schwarze Serie (5 Teile, circa 30 Min) WDR
- 2001 Die schwarze Serie II – Das Kohle-Komplott (5 Teile, 30 Minuten) WDR
- 2002 Die schwarze Serie III – Der goldene Tor (5 Teile, 30 Minuten) WDR
- 2005 Formel 4000 – Benzin – Adrenalin – Maskulin (5 Teile, 30 Min) WDR

### Sonstiges
- 1992 Lexikon der deutschen Krimi-Autoren, Edition Softcrime, OA
- 1998 ff. Lexikon der deutschen Krimi-Autoren – Internet-Edition
- 2002 Lexikon der deutschsprachigen Krimi-Autoren (Mitarbeit) München:Verlag der Criminale
- 2005 Lexikon der deutschsprachigen Krimi-Autoren (erweiterte Neuausgabe) (Mitarbeit), München: Verlag der Criminale
- Jetz sach ma! gemeinsam mit Walter Wehner in Ruhrgebietchen – was deine Kinder an dir lieben und was nicht. Verlag Henselowsky Boschmann, Bottrop 2018. ISBN 978-3-942094-80-1